# Santa Catalina, Ilocos Sur

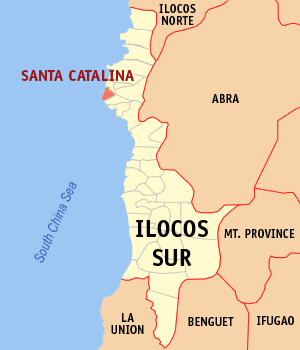
Bản đồ Ilocos Sur với vị trí của Santa Catalina

Santa Catalina là một đô thị hạng 5 ở tỉnh Ilocos Sur, Philippines. Theo điều tra dân số năm 2000 của Philipin, đô thị này có dân số 12.537 người trong 2.404 hộ.

## Các đơn vị hành chính
Santa Catalina được chia ra 9 barangay.
- Cabaroan
- Cabittaogan
- Cabuloan
- Pangada
- Paratong
- Poblacion
- Sinabaan
- Subec
- Tamorong